# Preoce
Preoce en serbe latin et Preoc en albanais (en serbe cyrillique : Преоце) est une localité du Kosovo située dans la commune/municipalité de Pristina, district de Pristina (Kosovo) ou district de Kosovo (Serbie). Selon le recensement kosovar de 2011, elle compte 509 habitants.
Selon le découpage administratif kosovar, elle fait partie de la commune/municipalité de Gračanica/Graçanicë.

## Démographie

### Évolution historique de la population dans la localité
| 1948 | 1953 | 1961 | 1971 | 1981 | 1991 | 2011 |
| ---- | ---- | ---- | ---- | ---- | ---- | ---- |
| 428  | 471  | 520  | 585  | 661  | 755  | 509  |

|  |

### Répartition de la population par nationalités (2011)
En 2011, les Serbes représentaient 53,83 % de la population et les Roms 44,79 %.